# Los Sims 3: Hacia el futuro
Los Sims 3: Hacia el futuro es un videojuego de simulación social perteneciente a la saga de Los Sims. Es la undécima y última expansión del videojuego de Los Sims 3. Su fecha de lanzamiento fue el 22 de octubre de 2013 en América del norte, el 24 de octubre de 2013 en Europa y el 25 de octubre de 2013 en el Reino Unido para Microsoft Windows y para OS X.

## Desarrollo
El 8 de enero de 2013, la expansión fue revelada por Electronic Arts por una retransmisión en la que revelan que estaban trabajando en una expansión futurística y que todavía estaban en las primeras partes del desarrollo.

## Características
El videojuego está ambientado en el futuro. Después de mudarse, los jugadores pueden recibir una visita de un viajero del tiempo del barrio que dará a los jugadores su portal del tiempo y les permitirá usarlo después de recibir ayuda de los jugadores. Al usar el portal, el jugador viaja a través del tiempo a un sub-barrio llamado "Oasis Landing", una ciudad futurista construida en los páramos montañosos.
Los Plumbots (Similares a los Simbots y Servos de los anteriores videojuegos de la saga) son una adición importante de la expansión. Pueden ser construidos y personalizados totalmente con el nuevo modo llamado "Create-A-Bot" y los jugadores podrán crear fichas de rasgos para determinar la personalidad, el uso y la jugabilidad de un Plumbot. Hoverboards, mochilas propulsoras, monorrieles y Hovercars serán introducidos en el videojuego como nuevas formas de transporte. Tiene nuevas carreras como las de astrónomo y distribuidor de Plumbots. Tendrá nuevos objetos como una televisión holográfica, sintetizadores de alimentos, talleres para construir Plumbots y el láser rythimacon, un nuevo instrumento.
Los jugadores también pueden visitar a sus futuros descendientes durante un viaje en el tiempo y pueden cambiar o eliminar a estos descendientes por completo si el jugador envía al Sim de nuevo al presente y cambia su estilo de vida y su destino.
- Datos: Q14539718